# Großer Preis von Europa 2012
Der Große Preis von Europa 2012 (offiziell 2012 Formula 1 Grand Prix of Europe) fand am 24. Juni auf dem Valencia Street Circuit in Valencia statt und war das achte Rennen der Formel-1-Weltmeisterschaft 2012.

## Berichte

### Hintergrund
Nach dem Großen Preis von Kanada führte Lewis Hamilton in der Fahrerwertung mit zwei Punkten vor Fernando Alonso und mit drei Punkten vor Sebastian Vettel. In der Konstruktionswertung führte Red Bull-Renault mit 31 Punkten vor McLaren-Mercedes und mit 56 Punkten vor Lotus-Renault.
Bei diesem Grand Prix trat McLaren zum 300. Mal mit Motoren von Mercedes AMG HPP an.
Beim Großen Preis von Europa stellte Pirelli den Fahrern die Reifenmischungen P Zero Medium (weiß) und P Zero Soft (gelb), sowie für nasse Bedingungen Cinturato Intermediates (grün) und Cinturato Full-Wets (blau) zur Verfügung.
Mit Michael Schumacher (sechsmal), Alonso, Vettel (jeweils zweimal) und Felipe Massa (einmal) traten vier ehemalige Sieger zu diesem Grand Prix an.
Als Rennkommissare fungierten Garry Connelly (AUS), Paolo Longoni (ITA), Mika Salo (FIN) und Manuel Vidal (ESP).

### Training
Im ersten freien Training war Pastor Maldonado der schnellste Pilot vor den Red-Bull-Piloten Vettel und Mark Webber. In diesem Training übernahm Jules Bianchi den Force India von Nico Hülkenberg und Valtteri Bottas den Williams von Bruno Senna.
Im zweiten freien Training fuhr Vettel die Bestzeit vor Hülkenberg und Kamui Kobayashi.
Im dritten freien Training setzte sich Jenson Button an die Spitze des Klassements vor den Lotus-Piloten Romain Grosjean und Kimi Räikkönen. Nach Ablauf des Trainings fuhr Vettel in den ersten zwei Sektoren die absolute Bestzeit dieser Trainingssitzung.

### Qualifying
Timo Glock trat zum Qualifying nicht an, da er wegen Magenbeschwerden ins Krankenhaus musste. Maldonado war im ersten Abschnitt der schnellste Pilot. Die Marussia- und HRT-Piloten sowie Witali Petrow, Webber und Jean-Éric Vergne schieden aus. Nach dem Qualifying wurde bekannt, dass Webbers Drag Reduction System (DRS) nicht funktioniert hatte.
Im zweiten Abschnitt des Zeitentrainings erzielte Grosjean die schnellste Zeit. Die ersten sieben Piloten waren innerhalb von 0,081 s. Die Ferrari-Piloten sowie Daniel Ricciardo, Heikki Kovalainen, Sergio Pérez, Senna und Schumacher schafften es nicht ins letzte Segment. In diesem erzielte Vettel die schnellste Runde und erhielt mit 0,324 s vor Hamilton die Pole-Position. Maldonado wurde Dritter.
Glock erhielt nach dem Qualifying die Starterlaubnis der Rennkommissare, da er im Training eine Zeit innerhalb der 107-Prozent-Regel erzielt hatte. Er verzichtete jedoch auf einen Start, da es seine Gesundheit nicht zuließ. Glock litt an einer Darminfektion. Ein anderer Fahrer durfte nicht nachrücken, da ein Fahrerwechsel vor dem Qualifying hätte durchgeführt werden müssen.

### Rennen
Beim Start des Rennens behielt Vettel die Führung vor Hamilton. Grosjean attackierte Maldonado und übernahm den dritten Platz. Während Kobayashi und die Ferrari-Piloten Alonso und Massa eine gute Startphase hatten, fiel Nico Rosberg vom sechsten auf den zehnten Platz zurück.
Vettel setzte sich in den folgenden Runden vom restlichen Feld ab, während Grosjean Druck auf Hamilton ausübte. Im Mittelfeld duellierten sich Paul di Resta und Massa um den neunten Platz. Massa kam jedoch nicht an seinem Gegner vorbei. In der zehnten Runde gelang es schließlich Grosjean mit Hilfe des DRS an Hamilton vorbeizufahren. Er löste sich umgehend von seinem Gegner, blieb jedoch deutlich hinter Vettel. Drei Runden später überholte Alonso Hülkenberg und übernahm die siebte Position und Räikkönen ging an Maldonado vorbei auf Platz fünf. Eine Runde später verlor Maldonado eine weitere Position an Alonso. Zudem gab es in der Anfangsphase eine Kollision zwischen Narain Karthikeyan und Charles Pic.
Bei den ersten Boxenstopps ging Räikkönen an den bis dahin viertplatzierten Kobayashi vorbei und auch Alonso überholte die beiden Rennfahrer. Da mehrere Piloten noch nicht gestoppt hatten, befanden sich bis auf Vettel, der die Führung behielt, alle anderen Piloten hinter Fahrern, die noch nicht an der Box waren. Zunächst überholte Hamilton Senna, anschließend ging Alonso innerhalb von zwei Runden an Webber, Senna und Schumacher vorbei. Grosjean übernahm erneut die zweite Position von di Resta.
Hinter Senna hatte sich inzwischen ein Zug von mehreren Piloten gebildet. Nachdem Räikkönen an ihm vorbeigefahren war, versuchte auch Kobayashi ihn zu überholen. Allerdings machte Senna die Tür zu und beide kollidierten. Dabei wurde Kobayashis Frontflügel beschädigt und Senna fuhr mit einem platten Reifen weiter. Beide mussten zu einem Reparaturstopp an die Box. Die Rennleitung sah die Schuld bei Senna und belegte ihn mit einer Durchfahrtsstrafe. Di Resta verlor etwas später immer mehr Zeit und ging, nachdem er von Alonso, Räikkönen und Maldonado überholt worden war, zum Reifenwechsel an die Box.
Während Vettel mit über 20 Sekunden Vorsprung auf Grosjean führte, kam es im Mittelfeld zu einem Duell zwischen Kovalainen und Vergne. Als beide Piloten nebeneinander waren, zog Vergne plötzlich herüber und beide Piloten kollidierten. Beide Fahrer erlitten einen Reifenschaden und verteilten Teile auf der Strecke. Während Kovalainen nach einer Reparatur weiter fuhr, war das Rennen für Vergne an der Box beendet. Vergne erhielt nach dem Rennen für das Verursachen der Kollision eine Startplatzstrafe in Höhe von zehn Positionen für das nächste Rennen.
Aufgrund der Teile auf der Strecke, entschied die Rennleitung, das Safety-Car auf die Strecke zu schicken. Diese Entscheidung wurde nach dem Rennen von Vettel und seinem Rennstall Red Bull kritisiert und es wurde indirekt die Vermutung geäußert, dass das Safety Car hauptsächlich deshalb auf die Strecke kam, um das Feld wieder zusammenzubringen. Diverse Piloten, darunter auch die Führenden, gingen zu ihrem letzten geplanten Reifenwechsel an die Box. Dabei missglückte McLaren ein weiteres Mal der Boxenstopp von Hamilton, wodurch dieser hinter Alonso und Räikkönen auf den sechsten Platz zurückfiel. Ricciardo, der seine Reifen nicht gewechselt hatte, lag hinter Vettel, Grosjean und Alonso auf dem vierten Platz.
Nachdem sämtliche überrundete Piloten sich zurückgerundet hatten, um das Feld in der passenden Reihenfolge zu haben, wurde der Restart durchgeführt. Beide Lotus-Piloten verloren jeweils eine Position dabei. Alonso überholte Grosjean, der nicht optimal aus der letzten Kurve gekommen war, und übernahm den zweiten Platz, Räikkönen fiel hinter Hamilton auf den sechsten Platz zurück. In derselben Runde kam es zu mehreren Zwischenfällen. Zunächst kollidierte Kobayashi mit Massa. Während Massa nach einem Reparaturstopp weiterfuhr, gab Kobayashi an der Box auf, da das Auto zu stark beschädigt war. Nach dem Rennen erhielt Kobayashi für das Verursachen dieser Kollision eine Startplatzstrafe in Höhe von fünf Positionen für das nächste Rennen. Beinahe zeitgleich zu dieser Kollision wurde Vettel an der Spitze langsamer und stellte sein Auto schließlich ab. Eine defekte Lichtmaschine war für den Ausfall Vettels verantwortlich. Das Nebenaggregat überhitzte, weshalb sich der Motor ausschaltete. Die Probleme sollen erst begonnen haben, als Vettel hinter dem Safety Car in langsameren Tempo um die Strecke fuhr. Wenig später gab es eine Untersuchung gegen Hamilton wegen des Vorwurfs, gelbe Flaggen ignoriert zu haben; die Rennkommissare kamen jedoch zu der Entscheidung, dass Hamilton keinen Regelverstoß begangen habe.
Während Alonso das Rennen nun anführte und Karthikeyan wegen zu schnellem Fahrens in der Boxengasse mit einer Durchfahrtsstrafe belegt worden war, fiel Grosjean auf Platz zwei liegend aus. Auch bei ihm war eine defekte Lichtmaschine, woraus Strommangel resultierte, der Ausfallgrund. Im Mittelfeld lag Petrow in der Zwischenzeit auf dem zehnten Platz, welcher die erste Punkte-Platzierung für Caterham bedeutet hätte. Allerdings wurde er zunächst von Schumacher und Webber, die nach der Safety-Car-Phase noch mal an der Box waren überholt und kollidierte anschließend mit Ricciardo, was einen Reparaturstopp erforderlich machte.
In der Schlussphase duellierten sich zunächst Hamilton, dessen Reifen abbauten, und Räikkönen um den zweiten Platz. Etwas weiter hinten begannen Schumacher und Webber eine Serie von Überholmanövern. Zunächst überholten Schumacher und Webber in der 49. Runde Button und übernahmen die Plätze acht und neun. In der 55. Runde gelang es Räikkönen, Hamilton zu überholen und die zweite Position zu übernehmen. Alonso profitierte von dem Duell zwischen Hamilton und Räikkönen, da beide dadurch mehrere Sekunden verloren. Hamilton musste sich darauf gegen Maldonado verteidigen. Zwei Runden vor Schluss versuchte Maldonado an Hamilton vorbeizufahren, dieser blieb jedoch auf seiner Linie, während Maldonado die Strecke kurzzeitig verließ. Als er wieder auf die Strecke fuhr, berührten sich beide Fahrzeuge. Hamiltons Fahrzeug wurde so stark beschädigt, dass das Rennen umgehend beendet war. Maldonado beschädigte sich seinen Frontflügel. Maldonado erhielt nach dem Rennen eine Durchfahrtsstrafe für das Verursachen dieser Kollision, die in eine 20-Sekunden-Zeitstrafe umgewandelt wurde. Er fiel deshalb vom zehnten auf den zwölften Platz zurück.
Alonso kam schließlich vor Räikkönen auf dem ersten Platz ins Ziel und gewann als erster Pilot in dieser Saison ein zweites Rennen. Alonso stellte sein Auto in der Auslaufrunde ab, da es ein technisches Problem gab und feierte den Sieg zunächst vor einer Tribüne. Für Alonso war es der 29. Sieg in der Formel-1-Weltmeisterschaft.
Schumacher wurde Dritter und erzielte erstmals seit dem Großen Preis von China 2006 und zum ersten Mal für Mercedes eine Podest-Platzierung. Es sollte allerdings auch das letzte Podium seiner Karriere werden. Webber wurde Vierter. Nach dem Rennen lief noch eine Untersuchung gegen Schumacher, da dieser in einer Gelbphase seinen Heckflügel offen hatte. Die Rennleitung stellte jedoch fest, dass Schumacher ausreichend verlangsamte und sprach keine Strafe aus.
Der fünfte Platz ging an Hülkenberg, der damit seine bis dahin beste Formel-1-Platzierung erzielte. Die weiteren Punkte gingen an Rosberg, di Resta, Button, Pérez und Senna.
In der Fahrerweltmeisterschaft übernahm Alonso die Führung von Hamilton, der auf den dritten Platz zurückfiel. Webber übernahm die zweite Position. Bei den Konstrukteuren blieben die Positionen unverändert.

## Meldeliste
| Team                          | Nr. | Fahrer             | Chassis           | Motor                | Reifen |
| ----------------------------- | --- | ------------------ | ----------------- | -------------------- | ------ |
| Red Bull Racing               | 01  | Sebastian Vettel   | Red Bull RB8      | Renault 2.4 V8       | P      |
| Red Bull Racing               | 02  | Mark Webber        | Red Bull RB8      | Renault 2.4 V8       | P      |
| Vodafone McLaren Mercedes     | 03  | Jenson Button      | McLaren MP4-27    | Mercedes-Benz 2.4 V8 | P      |
| Vodafone McLaren Mercedes     | 04  | Lewis Hamilton     | McLaren MP4-27    | Mercedes-Benz 2.4 V8 | P      |
| Scuderia Ferrari              | 05  | Fernando Alonso    | Ferrari F2012     | Ferrari 2.4 V8       | P      |
| Scuderia Ferrari              | 06  | Felipe Massa       | Ferrari F2012     | Ferrari 2.4 V8       | P      |
| Mercedes AMG Petronas F1 Team | 07  | Michael Schumacher | Mercedes F1 W03   | Mercedes-Benz 2.4 V8 | P      |
| Mercedes AMG Petronas F1 Team | 08  | Nico Rosberg       | Mercedes F1 W03   | Mercedes-Benz 2.4 V8 | P      |
| Lotus F1 Team                 | 09  | Kimi Räikkönen     | Lotus E20         | Renault 2.4 V8       | P      |
| Lotus F1 Team                 | 10  | Romain Grosjean    | Lotus E20         | Renault 2.4 V8       | P      |
| Sahara Force India F1 Team    | 11  | Paul di Resta      | Force India VJM05 | Mercedes-Benz 2.4 V8 | P      |
| Sahara Force India F1 Team    | 12  | Jules Bianchi      | Force India VJM05 | Mercedes-Benz 2.4 V8 | P      |
| Sahara Force India F1 Team    | 12  | Nico Hülkenberg    | Force India VJM05 | Mercedes-Benz 2.4 V8 | P      |
| Sauber F1 Team                | 14  | Kamui Kobayashi    | Sauber C31        | Ferrari 2.4 V8       | P      |
| Sauber F1 Team                | 15  | Sergio Pérez       | Sauber C31        | Ferrari 2.4 V8       | P      |
| Scuderia Toro Rosso           | 16  | Daniel Ricciardo   | Toro Rosso STR7   | Ferrari 2.4 V8       | P      |
| Scuderia Toro Rosso           | 17  | Jean-Éric Vergne   | Toro Rosso STR7   | Ferrari 2.4 V8       | P      |
| Williams F1 Team              | 18  | Pastor Maldonado   | Williams FW34     | Renault 2.4 V8       | P      |
| Williams F1 Team              | 19  | Valtteri Bottas    | Williams FW34     | Renault 2.4 V8       | P      |
| Williams F1 Team              | 19  | Bruno Senna        | Williams FW34     | Renault 2.4 V8       | P      |
| Caterham F1 Team              | 20  | Heikki Kovalainen  | Caterham CT01     | Renault 2.4 V8       | P      |
| Caterham F1 Team              | 21  | Witali Petrow      | Caterham CT01     | Renault 2.4 V8       | P      |
| HRT F1 Team                   | 22  | Pedro de la Rosa   | HRT F112          | Cosworth 2.4 V8      | P      |
| HRT F1 Team                   | 23  | Narain Karthikeyan | HRT F112          | Cosworth 2.4 V8      | P      |
| Marussia F1 Team              | 24  | Timo Glock         | Marussia MR01     | Cosworth 2.4 V8      | P      |
| Marussia F1 Team              | 25  | Charles Pic        | Marussia MR01     | Cosworth 2.4 V8      | P      |

Anmerkungen
1. 1 2  Bianchi fuhr den Force India mit der Nummer 12 im ersten freien Training. Hülkenberg übernahm das Fahrzeug anschließend für das restliche Rennwochenende.
2. 1 2  Bottas fuhr den Williams mit der Nummer 19 im ersten freien Training. Senna übernahm das Fahrzeug anschließend für das restliche Rennwochenende.

## Klassifikationen

### Qualifying
| Pos.                                                                      | Fahrer             | Konstrukteur         | Q1         | Q2       | Q3       | Start |
| ------------------------------------------------------------------------- | ------------------ | -------------------- | ---------- | -------- | -------- | ----- |
| 01                                                                        | Sebastian Vettel   | Red Bull-Renault     | 1:39,626   | 1:38,530 | 1:38,086 | 01    |
| 02                                                                        | Lewis Hamilton     | McLaren-Mercedes     | 1:39,169   | 1:38,616 | 1:38,410 | 02    |
| 03                                                                        | Pastor Maldonado   | Williams-Renault     | 1:38,825   | 1:38,570 | 1:38,475 | 03    |
| 04                                                                        | Romain Grosjean    | Lotus-Renault        | 1:39,530   | 1:38,489 | 1:38,505 | 04    |
| 05                                                                        | Kimi Räikkönen     | Lotus-Renault        | 1:39,464   | 1:38,531 | 1:38,513 | 05    |
| 06                                                                        | Nico Rosberg       | Mercedes             | 1:39,061   | 1:38,504 | 1:38,623 | 06    |
| 07                                                                        | Kamui Kobayashi    | Sauber-Ferrari       | 1:39,651   | 1:38,703 | 1:38,741 | 07    |
| 08                                                                        | Nico Hülkenberg    | Force India-Mercedes | 1:39,009   | 1:38,689 | 1:38,752 | 08    |
| 09                                                                        | Jenson Button      | McLaren-Mercedes     | 1:39,622   | 1:38,563 | 1:38,801 | 09    |
| 10                                                                        | Paul di Resta      | Force India-Mercedes | 1:38,858   | 1:38,519 | 1:38,992 | 10    |
| 11                                                                        | Fernando Alonso    | Ferrari              | 1:39,409   | 1:38,707 | –        | 11    |
| 12                                                                        | Michael Schumacher | Mercedes             | 1:39,447   | 1:38,770 | –        | 12    |
| 13                                                                        | Felipe Massa       | Ferrari              | 1:39,388   | 1:38,780 | –        | 13    |
| 14                                                                        | Bruno Senna        | Williams-Renault     | 1:39,449   | 1:39,207 | –        | 14    |
| 15                                                                        | Sergio Pérez       | Sauber-Ferrari       | 1:39,353   | 1:39,358 | –        | 15    |
| 16                                                                        | Heikki Kovalainen  | Caterham-Renault     | 1:40,087   | 1:40,295 | –        | 16    |
| 17                                                                        | Daniel Ricciardo   | Toro Rosso-Ferrari   | 1:39,924   | 1:40,358 | –        | 17    |
| 18                                                                        | Jean-Éric Vergne   | Toro Rosso-Ferrari   | 1:40,203   | –        | –        | 18    |
| 19                                                                        | Mark Webber        | Red Bull-Renault     | 1:40,395   | –        | –        | 19    |
| 20                                                                        | Witali Petrow      | Caterham-Renault     | 1:40,457   | –        | –        | 20    |
| 21                                                                        | Pedro de la Rosa   | HRT-Cosworth         | 1:42,171   | –        | –        | 21    |
| 22                                                                        | Narain Karthikeyan | HRT-Cosworth         | 1:42,527   | –        | –        | 22    |
| 23                                                                        | Charles Pic        | Marussia-Cosworth    | 1:42,675   | –        | –        | 23    |
| 107-Prozent-Zeit: 1:45,742 min (bezogen auf Q1-Bestzeit von 1:38,825 min) |                    |                      |            |          |          |       |
| DNQ                                                                       | Timo Glock         | Marussia-Cosworth    | keine Zeit | –        | –        | 24    |

Anmerkungen
1. 1 2 3 4 5 6 7 8 9 10 11 12 13 14 15 16 17 18 19 20  Rennwagen mit KERS

### Rennen
| Pos. | Fahrer             | Konstrukteur         | Runden | Stopps | Zeit        | Start | Schnellste Runde |
| ---- | ------------------ | -------------------- | ------ | ------ | ----------- | ----- | ---------------- |
| 01   | Fernando Alonso    | Ferrari              | 57     | 2      | 1:44:16,649 | 11    | 1:43,666 (40.)   |
| 02   | Kimi Räikkönen     | Lotus-Renault        | 57     | 2      | + 6,421     | 05    | 1:43,686 (43.)   |
| 03   | Michael Schumacher | Mercedes             | 57     | 2      | + 12,639    | 12    | 1:43,099 (43.)   |
| 04   | Mark Webber        | Red Bull-Renault     | 57     | 2      | + 13,628    | 19    | 1:42,717 (40.)   |
| 05   | Nico Hülkenberg    | Force India-Mercedes | 57     | 2      | + 19,993    | 08    | 1:44,226 (40.)   |
| 06   | Nico Rosberg       | Mercedes             | 57     | 2      | + 21,176    | 06    | 1:42,163 (54.)   |
| 07   | Paul di Resta      | Force India-Mercedes | 57     | 1      | + 22,866    | 10    | 1:44,101 (45.)   |
| 08   | Jenson Button      | McLaren-Mercedes     | 57     | 2      | + 24,653    | 09    | 1:44,806 (48.)   |
| 09   | Sergio Pérez       | Sauber-Ferrari       | 57     | 2      | + 27,777    | 15    | 1:43,526 (43.)   |
| 10   | Bruno Senna        | Williams-Renault     | 57     | 2      | + 35,961    | 14    | 1:44,111 (44.)   |
| 11   | Daniel Ricciardo   | Toro Rosso-Ferrari   | 57     | 2      | + 37,041    | 17    | 1:43,674 (44.)   |
| 12   | Pastor Maldonado   | Williams-Renault     | 57     | 2      | + 54,630    | 03    | 1:44,064 (43.)   |
| 13   | Witali Petrow      | Caterham-Renault     | 57     | 4      | + 1:15,871  | 20    | 1:44,253 (54.)   |
| 14   | Heikki Kovalainen  | Caterham-Renault     | 57     | 2      | + 1:34,654  | 16    | 1:45,294 (40.)   |
| 15   | Charles Pic        | Marussia-Cosworth    | 57     | 2      | + 1:36,551  | 23    | 1:46,701 (43.)   |
| 16   | Felipe Massa       | Ferrari              | 56     | 4      | + 1 Runde   | 13    | 1:44,431 (36.)   |
| 17   | Pedro de la Rosa   | HRT-Cosworth         | 56     | 2      | + 1 Runde   | 21    | 1:46,799 (36.)   |
| 18   | Narain Karthikeyan | HRT-Cosworth         | 56     | 3      | + 1 Runde   | 22    | 1:46,388 (42.)   |
| 19   | Lewis Hamilton     | McLaren-Mercedes     | 55     | 2      | DNF         | 02    | 1:44,007 (43.)   |
| –    | Romain Grosjean    | Lotus-Renault        | 40     | 2      | DNF         | 04    | 1:43,764 (38.)   |
| –    | Sebastian Vettel   | Red Bull-Renault     | 33     | 2      | DNF         | 01    | 1:44,555 (18.)   |
| –    | Kamui Kobayashi    | Sauber-Ferrari       | 33     | 2      | DNF         | 07    | 1:45,082 (22.)   |
| –    | Jean-Éric Vergne   | Toro Rosso-Ferrari   | 26     | 1      | DNF         | 18    | 1:45,491 (22.)   |
| DNS  | Timo Glock         | Marussia-Cosworth    | –      | –      | –           | 24    | –                |

Anmerkungen
1. ↑  Glock konnte aufgrund von gesundheitlichen Problemen nicht am Rennen teilnehmen.

1. 1 2 3 4 5 6 7 8 9 10 11 12 13 14 15 16 17 18 19 20  Rennwagen mit KERS

## WM-Stände nach dem Rennen
Die ersten zehn des Rennens bekamen 25, 18, 15, 12, 10, 8, 6, 4, 2 bzw. 1 Punkt(e).

### Fahrerwertung
| Pos. | Fahrer           | Konstrukteur         | Punkte |
| ---- | ---------------- | -------------------- | ------ |
| 01   | Fernando Alonso  | Ferrari              | 111    |
| 02   | Mark Webber      | Red Bull-Renault     | 91     |
| 03   | Lewis Hamilton   | McLaren-Mercedes     | 88     |
| 04   | Sebastian Vettel | Red Bull-Renault     | 85     |
| 05   | Nico Rosberg     | Mercedes             | 75     |
| 06   | Kimi Räikkönen   | Lotus-Renault        | 73     |
| 07   | Romain Grosjean  | Lotus-Renault        | 53     |
| 08   | Jenson Button    | McLaren-Mercedes     | 49     |
| 09   | Sergio Pérez     | Sauber-Ferrari       | 39     |
| 10   | Pastor Maldonado | Williams-Renault     | 29     |
| 11   | Paul di Resta    | Force India-Mercedes | 27     |
| 12   | Kamui Kobayashi  | Sauber-Ferrari       | 21     |

| Pos. | Fahrer             | Konstrukteur         | Punkte |
| ---- | ------------------ | -------------------- | ------ |
| 13   | Michael Schumacher | Mercedes             | 17     |
| 14   | Nico Hülkenberg    | Force India-Mercedes | 17     |
| 15   | Bruno Senna        | Williams-Renault     | 16     |
| 16   | Felipe Massa       | Ferrari              | 11     |
| 17   | Jean-Éric Vergne   | Toro Rosso-Ferrari   | 4      |
| 18   | Daniel Ricciardo   | Toro Rosso-Ferrari   | 2      |
| 19   | Heikki Kovalainen  | Caterham-Renault     | 0      |
| 20   | Witali Petrow      | Caterham-Renault     | 0      |
| 21   | Timo Glock         | Marussia-Cosworth    | 0      |
| 22   | Charles Pic        | Marussia-Cosworth    | 0      |
| 23   | Narain Karthikeyan | HRT-Cosworth         | 0      |
| 24   | Pedro de la Rosa   | HRT-Cosworth         | 0      |

### Konstrukteurswertung
| Pos. | Konstrukteur     | Punkte |
| ---- | ---------------- | ------ |
| 01   | Red Bull-Renault | 176    |
| 02   | McLaren-Mercedes | 137    |
| 03   | Lotus-Renault    | 126    |
| 04   | Ferrari          | 122    |
| 05   | Mercedes         | 92     |
| 06   | Sauber-Ferrari   | 60     |

| Pos. | Konstrukteur         | Punkte |
| ---- | -------------------- | ------ |
| 07   | Williams-Renault     | 45     |
| 08   | Force India-Mercedes | 44     |
| 09   | Toro Rosso-Ferrari   | 6      |
| 10   | Caterham-Renault     | 0      |
| 11   | Marussia-Cosworth    | 0      |
| 12   | HRT-Cosworth         | 0      |